# Kapi

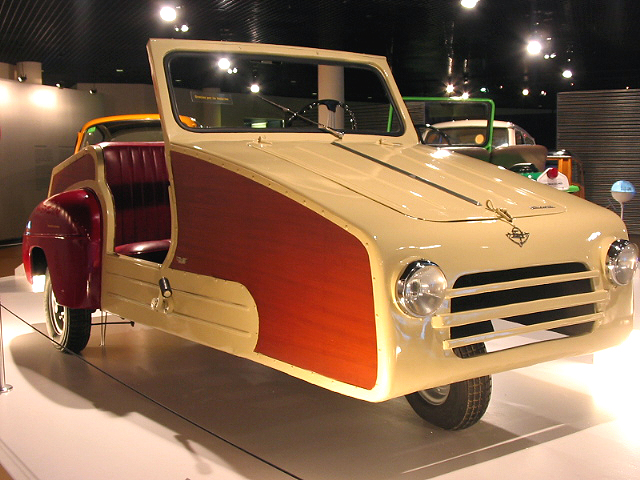
Kapiscooter.

Kapi fue una fábrica de microcoches, motocarros y motos ubicada en Barcelona que desarrolló su actividad en los años 1950. Desapareció en 1956 tras serias dificultades económicas.

## Orígenes
Fundada en Burgos por el capitán de infantería Federico Saldaña Ramos, desarrolló un pequeño vehículo que fue presentado al capitán general de la VI Región Militar, así como al gobernador civil de Burgos, que quedaron gratamente sorprendidos de las ideas del capitán Saldaña. Rápidamente se registró el cochecillo con la patente 194.762.
El nombre de la marca proviene del diminutivo de capitán capi, en el que se ha sustituido la c por una k.
Posteriormente la empresa se trasladó a Barcelona, a la calle Valencia 550, donde comenzaron sus actividades, si bien se trasladaron más tarde a la calle Robreño 86. También disponían de oficinas en la Rambla de Cataluña, 41.

## Cronología y modelos
La empresa mezcló componentes de varias procedencias sin orden ni concierto y sin la más mínima metodología, por lo que es muy difícil establecer una clasificación de los vehículos fabricados. Según unas fuentes ascendieron a 70 y otras cifran su producción en casi 300 unidades. También resulta difícil establecer una cronología dada la cantidad de modelos y la falta de documentación.

### 1950
Primer modelo de Kapi fabricado en Barcelona fue un microcoche de cuatro ruedas con carrocería tipo coupé, motor Montesa de 125 cc y una velocidad máxima de 50 km/h. El motor fue posteriormente sustituido por uno Hispano Villiers. Este modelo también iba a ser producido con un motor Montesa de 250cc, aunque finalmente se cree que no se llevó a la serie.

### 1951
Se fabrica el modelo más conocido, el Kapiscooter, triciclo del que también hubo versión para transportar mercancías en versiones de 125 cc de dos tiempos con motor Hispano Villiers (modelo 125 F) y de 175 cc de cuatro tiempos con motor Fita.AMC (modelo 175 F4T). En ambos casos con ubicación trasera y transmisión por cadena a una sola de las ruedas.

### 1952
Modelo descapotable de escasa producción sin puertas con motor bicilindrico de 350 cc con 16 CV de potencia y una velocidad máxima de 94 km/h. También se anuncia un modelo de 250 cc llamado Topolino, predecesor del Fiat Topolino.
Los precios de aquel año eran de 24.000 ptas para el Kapiscooter y casi las 50.000,.- Ptas para el modelo de 350 cc.

### 1953
Dos nuevos modelos son presentados en la Feria de Muestras de Barcelona de carrocerías abierta y cerrada con líneas deportivas.
El modelo Kapiscooter pasa a incorporar también el motor Hispano Villiers de 197 cc con precios que oscilaban entre las 23.000,- y las 24.750,- Ptas.

### 1954
Cambio de denominación de los Kapiscooter: el 125 pasa a denominarse FV3 con un precio de 24.900,. Ptas y el modelo 175 pasa a llamarse F4T, con un precio de 28.900. Las versiones comerciales tendrían el mismo precio.

### 1955
Se presenta el Chiqui, un simpático cochecillo de cuatro ruedas (no tres como parece en las fotos) con las ruedas traseras muy juntas y que se vendió a 26 000,- Ptas.
También ese año se presenta el modelo 4T 7TR de cuatro plazas con dos puertas que en su versión Lujo. Tenía un precio de 32.500,- Ptas.
Ese año se anuncian cuatro vehículos:
- el Kapi 2CV descapotable con cuatro y dos plazas (según rezaba la publicidad de la época) con un precio de 32.500,- Ptas
- el Platillo Volante basado en el Kapiscooter pero con puertas y hard-top así como unas líneas más modernas
- el JIP 2CV inspirado en el Jeep (de ahí su nombre) que se vendía a 21.900,- Ptas.
- el M190 una copia del Mercedes-Benz 190SL que posiblemente nunca se fabricó. Este año también se comienza la comercialización de motocicletas y motocarros marca Kapi pero construidos por Dunjó.

### 1956
Tras serias dificultades, la empresa cierra sus puertas.

### 1958-1959
Se liquidan las unidades en stock bajo la marca Pinguy. La licencia de fabricación se vende a Munguía Industrial para la construcción del Goggomobil.